# Pahiram ng Sandali
Pahiram ng Sandali es una serie de televisión filipina transmitida por GMA Network desde el 26 de noviembre de 2012 hasta el 15 de marzo de 2013. Está protagonizada por Dingdong Dantes, Christopher de Leon, Lorna Tolentino, Max Collins y Alessandra De Rossi.

## Elenco

### Elenco principal
- Lorna Tolentino como Janice Álvaro-Reyes.
- Dingdong Dantes como Alex Santiago.
- Christopher de Leon como Philip Reyes.
- Max Collins como Cindy Reyes.
- Alessandra De Rossi como Baby Umali.

### Elenco secundario
- Mark Gil † como Larry Gomez.
- Sandy Andolong como Thea Santiago.
- Kristofer Martin como Franz dela Cruz.
- Isabel Rivas como Diana Gomez.
- Neil Ryan Sese como Andrew Gomez.
- Roy Alvarez como Romer Alcaraz.
- Luz Valdez como Trining Álvaro.
- Julio Diaz como Berting dela Cruz.

### Otros
- Caridad Sanchez como Salve Umali.
- Neri Naig como Regina.
- Marissa Sanchez como Sonia.
- Diva Montelaba como Nenita "Kimberly" Labastida.
- Tanya Gomez como Glenda.
- Mark Marasigan como Perry.
- Joshua Aragón como Jake Labastida.
- Mike Jovida como Henry.